# فرانک دانستر
فرانک دانستر (انگلیسی: Frank Dunster; ۲۴ مارس ۱۹۲۱ – ۸ آوریل ۱۹۹۵) بازیکن هاکی روی یخ اهل کانادا بود.
وی در مسابقات کشوری و بین‌المللی در مجموع برندهٔ ۱ مدال طلا شده‌است.